# Gunnar Boalt
Hans Gunnar Rudolf Boalt, född 26 augusti 1910 på Linanäs, Ljusterö församling, död 27 januari 2000 i Danderyds församling, var professor i sociologi vid Stockholms universitet.
Han tog studenten 1928 och blev filosofie licentiat 1934 med avhandling i botanik. Han var adjunkt vid samrealskolan i Hallsberg 1937 och ämneslärare i Norra kommunala mellanskolan i Stockholm 1940. Han skrev en licentiatavhandling i praktisk filosofi 1943 och en doktorsavhandling (Skolutbildning och skolresultat för barn ur olika samhällsklasser) 1947, samma år blev Boalt docent.
Han utnämndes till professor i sociologi 1954, som den förste i Stockholm och den andre i Sverige. Gunnar Boalts pionjärinsats blev grunden för sociologiska institutionen vid Stockholms universitet. De flesta av första och andra generationens professorer i sociologi i Sverige har varit hans elever. Han har skrivit eller medarbetat i 57 böcker i sociologi 1950–85. Han var 1935–57 gift med professor Carin Boalt (1912–1999).  Omgift med Berit Thyra Boalt (1939–2017) från vilken han skildes 1973.